# Joseph Sabine

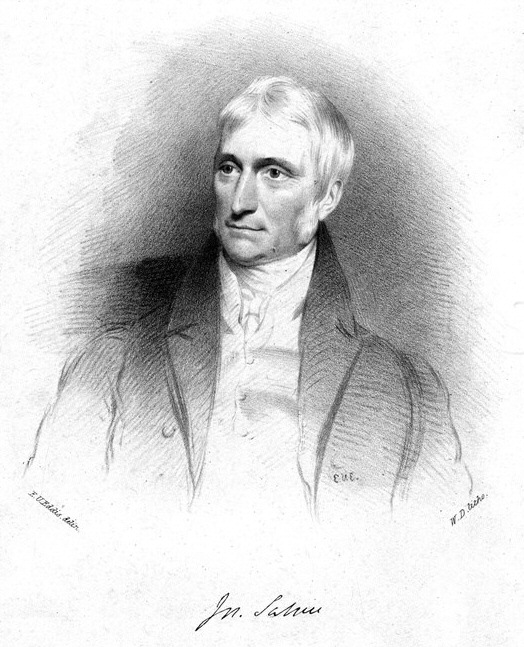

Joseph Sabine (* 6. Juni 1770 in Tewin, Hertfordshire; † 24. Januar 1837 in London) war ein englischer Finanzbeamter und Naturforscher. Sein offizielles botanisches Autorenkürzel lautet „Sabine“.
Joseph Sabine war der älteste Sohn des gleichnamigen Joseph Sabine.
Sabine war ein Barrister und als solcher bis 1808 im Rechtswesen tätig. Von 1808 bis 1835 war er „Inspector-General of assessed taxes“ und damit Finanzbeamter.
Sabine war aber auch an Naturforschung interessiert; er widmete sich der Botanik sowie der Ornithologie. Er war einer der Gründer der London Horticultural Society (heutiger Name Royal Horticultural Society). Von 1816 bis 1830 war er Sekretär dieser Gesellschaft. Sabine war auch Schatzmeister der Zoological Society of London; zudem war er Mitglied der Linnean Society of London, seit 1823 Mitglied der Botanischen Gesellschaft zu Regensburg und Gründungsmitglied des 1823 gegründeten Athenaeum Club.
Sabine starb am 24. Januar 1837 in der Mill Street, Hanover Square in London. Er wurde auf dem Kensal Green Cemetery in London bestattet.
Joseph Sabines jüngerer Bruder Edward Sabine (1788–1883) war Astronom und Naturforscher.

## Ehrungen
1799 wurde Sabine als Mitglied („Fellow“) in die Royal Society und 1822 in die Leopoldina gewählt. Der schweizerische Botaniker Augustin Pyrame de Candolle benannte 1825 die Pflanzengattung Sabinea aus der Familie der Hülsenfrüchtler (Fabaceae) zu seinen Ehren.